# Jeux panarabes de 1961
Navigation
Édition précédente Édition suivante
Les 3e Jeux panarabes, compétition omnisports, ont lieu du 24 août au 8 septembre 1961 à Casablanca au Maroc.

## Épreuves
| - Athlétisme - Basket-ball - Boxe - Football (résultats) - Gymnastique artistique - Haltérophilie | - Handball - Lutte - Natation - Tennis - Water-polo |

## Tableau des médailles
Légende
- Pays organisateur

| Rang | Nation                | Or | Argent | Bronze | Total |
| ---- | --------------------- | -- | ------ | ------ | ----- |
| 1    | République arabe unie | 52 | 37     | 19     | 108   |
| 2    | Maroc                 | 33 | 21     | 29     | 83    |
| 3    | Liban                 | 7  | 19     | 17     | 43    |
| 4    | Libye                 | 2  | 4      | 6      | 12    |
| 5    | Palestine             | 1  | 0      | 7      | 8     |
| 6    | Jordanie              | 0  | 1      | 3      | 4     |
| 6    | Soudan                | 0  | 1      | 3      | 4     |